# The Special Series 斉藤由貴
『The Special Series 斉藤由貴』（ザ・スペシャル・シリーズ さいとうゆき）は、斉藤由貴の企画アルバム。
1985年12月21日発売。発売元はキャニオン・レコード（現：ポニーキャニオン）。規格品番：D32A0154（CD）、PONY 28P6501（CT）。カセットでのタイトルは、背表紙には「斉藤由貴スペシャル」とも記載されている。ジャケット・内容等は同一である。

## 概要
歌手デビュー年である1985年の12月に発売された、通算2枚目のCD規格アルバム。発売当時はレコードとコンパクトディスク(CD)の変換期にあたり、シングル・レコードで発売された「初戀」「情熱」は初のCD-DA化となった。同様の企画盤に中森明菜の『CD'87』（1987年5月1日発売。32XL-191）がある。
発売時点までの全シングルA面曲が収録された。B面曲は、「ささやきの妖精」（「情熱」B面曲）のみ欠落している。「初戀」「海の絵葉書」「情熱」の3曲は次のスタジオ・アルバム『ガラスの鼓動』にも収録された。
「雪灯りの町」は、本アルバムと同時発売された映画『雪の断章』の劇伴CD『雪の断章 サウンドスケッチ』（D32A0148）にも収録されている。
CDジャケットには斉藤本人のスマイル・ショットが使用されているが、歌詞カードの裏ジャケットには『ジャンプ放送局』や『桃太郎シリーズ』（桃太郎伝説・桃太郎電鉄など）のキャラクター・デザイナーとして知られる土居孝幸による似顔絵も描かれている。その歌詞カードはブック型でなく、四つ折りの紙である。同時発売されたカセットは、オープンリールを模したデザインのカセット・テープを使用している。

## 収録曲

### CT
| 全編曲: 武部聡志。 |                             |           |            |       |
| #                  | タイトル                    | 作詞      | 作曲       | 時間  |
| 1.                 | 「情熱」                    | 松本隆    | 筒美京平   | 4:43  |
| 2.                 | 「フィナーレの風」          | 諸星冬子  | 天野滋     | 3:39  |
| 3.                 | 「AXIA 〜かなしいことり〜」 | 銀色夏生  | 銀色夏生   | 4:34  |
| 4.                 | 「雪灯りの町」              | 松本隆    | 来生たかお | 4:31  |
| 5.                 | 「石鹸色の夏」              | 森雪之丞  | 亀井登志夫 | 4:13  |
| 6.                 | 「海の絵葉書」              | 松本隆    | 筒美京平   | 3:49  |
| 合計時間:          | 合計時間:                   | 合計時間: | 合計時間:  | 25:29 |

| 全編曲: 武部聡志（特記以外）。 |                            |           |            |       |
| #                              | タイトル                   | 作詞      | 作曲       | 時間  |
| 1.                             | 「初戀」                   | 松本隆    | 筒美京平   | 3:38  |
| 2.                             | 「青春」(編曲：松任谷正隆) | 松本隆    | 筒美京平   | 3:49  |
| 3.                             | 「手のひらの気球船」       | 田口俊    | 亀井登志夫 | 4:35  |
| 4.                             | 「卒業」                   | 松本隆    | 筒美京平   | 4:44  |
| 5.                             | 「上級生」                 | 田口俊    | 松田良     | 4:36  |
| 6.                             | 「白い炎」                 | 森雪之丞  | 玉置浩二   | 4:31  |
| 合計時間:                      | 合計時間:                  | 合計時間: | 合計時間:  | 25:53 |

### CD
| 全編曲: 武部聡志（特記以外）。 |                             |           |            |       |
| #                              | タイトル                    | 作詞      | 作曲       | 時間  |
| 1.                             | 「情熱」                    | 松本隆    | 筒美京平   | 4:43  |
| 2.                             | 「フィナーレの風」          | 諸星冬子  | 天野滋     | 3:39  |
| 3.                             | 「AXIA 〜かなしいことり〜」 | 銀色夏生  | 銀色夏生   | 4:34  |
| 4.                             | 「雪灯りの町」              | 松本隆    | 来生たかお | 4:31  |
| 5.                             | 「石鹸色の夏」              | 森雪之丞  | 亀井登志夫 | 4:13  |
| 6.                             | 「海の絵葉書」              | 松本隆    | 筒美京平   | 3:49  |
| 7.                             | 「初戀」                    | 松本隆    | 筒美京平   | 3:38  |
| 8.                             | 「青春」(編曲：松任谷正隆)  | 松本隆    | 筒美京平   | 3:49  |
| 9.                             | 「手のひらの気球船」        | 田口俊    | 亀井登志夫 | 4:35  |
| 10.                            | 「卒業」                    | 松本隆    | 筒美京平   | 4:44  |
| 11.                            | 「上級生」                  | 田口俊    | 松田良     | 4:36  |
| 12.                            | 「白い炎」                  | 森雪之丞  | 玉置浩二   | 4:31  |
| 合計時間:                      | 合計時間:                   | 合計時間: | 合計時間:  | 51:22 |

### 曲解説
1. 情熱
  - 4thシングルA面曲。
2. フィナーレの風
  - アルバム『AXIA』収録曲。
3. AXIA 〜かなしいことり〜
  - アルバム『AXIA』収録曲。
4. 雪灯りの町
  - サウンドトラックアルバム『雪の断章 サウンドスケッチ』（1985年12月21日発売。D32A0148）より。
5. 石鹸色の夏
  - 2ndシングル「白い炎」B面曲。
6. 海の絵葉書
  - 3rdシングル「初戀」B面曲。
7. 初戀
  - 3rdシングルA面曲。
8. 青春
  - デビュー・シングル「卒業」B面曲。
9. 手のひらの気球船
  - アルバム『AXIA』収録の音源とは別バージョン。
10. 卒業
  - デビュー・シングルA面曲。
11. 上級生
  - アルバム『AXIA』収録曲。
12. 白い炎
  - 2ndシングルA面曲。表記はないがシングルバージョンで収録。

## 関連作品
- AXIA - M-2・3・5・8・9・10・11・12